# Cinnamomum champokianum
Cinnamomum champokianum là loài thực vật có hoa trong họ Nguyệt quế. Loài này được Baruah & S.C.Nath miêu tả khoa học đầu tiên năm 2007 publ. 2008.